# Mikołaj Wejher
Mikołaj Wejher (?-zm. 1647) – wojewoda chełmiński od 1643, wojewoda malborski od 1641. Był także starostą radzyńskim oraz kowalewskim, starosta kiszporski w latach 1641-1643.
Syn Jana i Anny Szczawińskiej, brat Ludwika.
Poseł województwa chełmińskiego na sejm 1631 roku. Poseł sejmiku kowalewskiego na sejm ekstraordynaryjny 1637 roku. Był elektorem Władysława IV Wazy z województwa chełmińskiego w 1632 roku.  